# 俞懷松
俞懷松（英語：Solomon Yue, Jr.，1959年5月7日—），企業家及共和黨籍政治人物，華裔美國人，成長於中國上海。為共和黨海外事務組織的共同創辦人，現時擔任副主席及行政總裁。同時亦擔任共和黨全國委員會俄勒岡州委員。2019年因積極評論香港示威運動與協助推動《香港人權與民主法案》為香港人所熟悉。 在「共和黨全國委員會」168名委員中，俞懷松資歷排名第14。

## 早年生涯
俞懷松家族世居上海，俞懷松亦在上海成長，他的祖父於中华人民共和国建國前曾在上海經營裁縫店，亦是上海衛理公會元老。國府遷臺後，他的祖父被迫逃到香港，因此其家人被視為資本主義者。文革時，他的家人遭受紅衛兵逼害，他的父親也被送入獄三個週，母親被處以勞改，而他後來也被處以勞改六年。美國總統尼克遜與中华人民共和国建立外交關係後，他的祖父擔心他因為對抗中国政府會有生命危險，所以請求當時阿拉斯加太平洋大學校長格倫·奧爾茲幫助他的孫兒，希望他可以為俞安排學生簽證。據知抵阿拉斯加時只會說「Thank You」（謝謝你）和「Coca Cola」（可口可樂）這兩個英文詞語。1980年他在電視上看到朗奴·列根並請朋友為他翻譯演講內容。得知內容跟他在中國大陸想說但不能說的話有相同的時候，他立刻明白美國是屬於他的地方。

## 政治生涯

### 早期政治活動
於1990年代開始活躍於美國共和黨。1995年開始擔任俄勒岡州共和黨多個高級職位。1996年為多爾·肯普總統競選亞裔美國人指導委員會成員並擔任共和黨全國代表大會候補代表。 1997年至2002年先後任波爾克縣共和黨副主席和主席。

### 俄勒岡州全國委員
2000年，八名共和黨黨員爭奪將退任共和黨全國委員會（RNC）俄勒岡州委員一職的前眾議員丹尼·史密夫之席。後來選舉祇剩兩名主要候選人Bob Bobosky和俞懷松，而俞最終成功當選全國委員一職。
2004年，競選連任受到雷恩縣共和黨主席Bob Avery與俄勒岡基督教聯盟主席Lou Beres挑戰，最終打敗對手成功連任。
2013年，俞懷松共同成立共和黨海外事務組織（Republicans Overseas），並親任副主席，專門為數以百萬計的海外黨員服務。
2014年，由總統奧巴馬力推的全民醫保計劃「Obamacare」，俞懷松認為這是走向社會主義的訊號，因此提案RNC反對該計劃獲全票通過，其後他帶領RNC全國性抵抗Obamacare。
2016年，俞懷松以法規常設委員會委員身份提議修改共和黨全國代表大會（RNC）黨章，使提名總統候選人程序更加透明公開且賦予大會代表更多權力。提案中要求修改黨代會實行「羅伯特規則」，讓在擁有過半數黨代表反對情況下能夠阻止黨代會主席（通常為眾議院議長）重新啟動提名表決程序，防止主席運用當時黨章賦予他推舉「白騎士」候選人的權利。該提案提出後，代會代表意見分裂，小部份代表支持修改，但此提案遭共和黨全國委員會主席賴因斯·普里巴斯和他的支持者反對，最終被大多數黨代表否決。
截至2019年，俞已連任五次並在168名委員中資歷排名第14。身為全國委員，他也自動成為每逢總統選舉舉辦的共和黨全國代表大會代表。

## 政治立場

### 2019年香港示威運動
2019年，俞懷松協助香港社運人士安排去美國國會和白宮遊説的行程， 亦就香港的反送中及後續的民主示威運動中在Twitter上積極發聲並多次回應香港網民的查詢。
俞懷松認為兩院除了將會大比數通過《人權法》，亦會混合《全球馬格尼茨基人權問責法》來進一步保障香港市民的人權以及制裁違反人權的人士，並且適用於全港，不止局限於政府官員及議員。俞懷松認為葉劉淑儀會是其中一個被制裁的好人選，卻獲對方稱「不知所謂」，並質疑俞懷松是否真有其人。此番言論讓葉劉被網民恥笑。其後，他再指出何君堯亦是一個會被制裁的人選。